# Sporobolus tenuissimus
Sporobolus tenuissimus là một loài thực vật có hoa trong họ Hòa thảo. Loài này được (Schrank.) Kuntze miêu tả khoa học đầu tiên năm 1898.